# Guerra da Independência do Brasil
A Guerra da Independência do Brasil foi uma série de eventos militares terrestres e navais ocorridos no território brasileiro entre 1821 a 1824, no contexto do processo de Independência do país. Formalmente encerrada em 1825, quando a independência foi formalmente reconhecida por Portugal e pelo Reino Unido, por meio da assinatura do Tratado de Amizade e Aliança firmado entre Brasil e Portugal. A Guerra da Independência pode ser considerada uma guerra civil Luso-Brasileira, já que Portugueses e Brasileiros combateram em ambos os lados.
A expulsão das tropas portuguesas foi um fator imprescindível para a Independência do Brasil. Para além de um conflito entre “brasileiros” e portugueses, internamente houve disputas dentro do próprio grupo dos brasileiros, com alguns que desejavam um projeto político baseado em unidades federativas e outros que queriam um estado baseado na centralização em torno do príncipe regente D Pedro. Ganhou essa segunda linha.
Os fatores raciais, sociais e culturais moldavam as relações sociais e determinavam quem estava incluído ou excluído da "boa sociedade". Essas hierarquias reforçavam a desigualdade. A liberdade e propriedade como critérios de exclusão eram atributos usados para delimitar fronteiras sociais. A elite, ou "boa sociedade", era composta por homens livres, proprietários de terras e escravos. Por outro lado, o "povo mais ou menos miúdo" (trabalhadores livres pobres) e a "massa de escravos" estavam excluídos dessa definição de cidadania e pertencimento.
O que começou com a expulsão dos exércitos portugueses de Pernambuco em 1821 se transformou, após a proclamação da independência do Brasil, a 7 de setembro de 1822, em lutas mais encarniçadas nas regiões onde, por razões estratégicas, se registrava maior concentração de tropas portuguesas, a saber, nas então províncias Cisplatina, da Bahia, do Piauí, do Maranhão e do Grão-Pará. Recorde-se que a maior parte da oficialidade das tropas brasileiras era de origem portuguesa.
Desse modo, o recém-formado governo brasileiro (não reconhecido pelo governo português, que ainda considerava o Brasil parte integrante do Reino Unido de Portugal, Brasil e Algarves e que via os líderes brasileiros como rebeldes separatistas que haviam traído o império português), por meio de seu Ministro José Bonifácio de Andrada e Silva, adotou as providências para eliminar a resistência portuguesa. Para esse fim providenciou a compra e a fabricação de armas e navios, o recrutamento de tropas nacionais e o contrato de estrangeiros (mercenários), bem como medidas repressivas como o confisco de bens e a expulsão daqueles que não aceitassem a emancipação política do Brasil. No plano econômico, proibiu-se o comércio, e, no diplomático, autorizou-se a guerra de corso, contra Portugal.
O número de combatentes na guerra de independência brasileira foi maior do que o número de combatentes nas batalhas ocorridas nas guerras de libertação da América Espanhola, da mesma época. Apesar disto, não há estatísticas confiáveis em relação à precisão do número de mortes em combate. A soma das oficialmente confirmadas com as inferidas pelas informações sobre os confrontos ocorridos (porém sem registros oficiais da época), dão a estimativa que a guerra de independência brasileira tenha custado entre 2 000 e 3 000 mortos.

## Antecedentes

### Conjurações emancipacionistas
A Conjuração Mineira foi uma conspiração de natureza separatista que ocorreu na então capitania de Minas Gerais, Estado do Brasil, entre outros motivos, contra a execução da derrama e o domínio português, sendo reprimida pela Coroa portuguesa em 1789.
A Conjuração Carioca foi uma associação de intelectuais que se reuniam, no Rio de Janeiro, em torno de uma sociedade literária, no fim do século XVIII, encarada pela coroa portuguesa como crime de inconfidência. Após a denúncia por conduta política suspeita contra o líder Manuel Inácio da Silva Alvarenga, a Sociedade Literária do Rio de Janeiro é fechada em 1794. Um processo de devassa foi aberto e se estendeu de 1794 a 1795, sem que fossem encontradas provas conclusivas de que uma conspiração se encontrava em curso, além de livros de circulação proibida. Desse modo, os implicados detidos foram libertados.
A Conjuração Baiana, também conhecida como "Revolta dos Alfaiates", foi o primeiro movimento independentista do que hoje se conhece como Nordeste do Brasil. Ocorrido em 1798, tinha entre seus objetivos proclamar uma república e abolir a escravidão na Bahia. Os líderes negros e pobres da conspiração foram punidos com forca, esquartejamento ou exílio na África, enquanto os mais abastados foram presos ou absolvidos. Entre as lideranças da conjuração, havia Cipriano Barata, médico, jornalista e liberal baiano que acabaria por influenciar a Revolução Pernambucana. Barata foi preso em Recife por disseminar ideais iluministas no jornal Sentinela da Liberdade na Guarita de Pernambuco.

### Corte portuguesa no Brasil

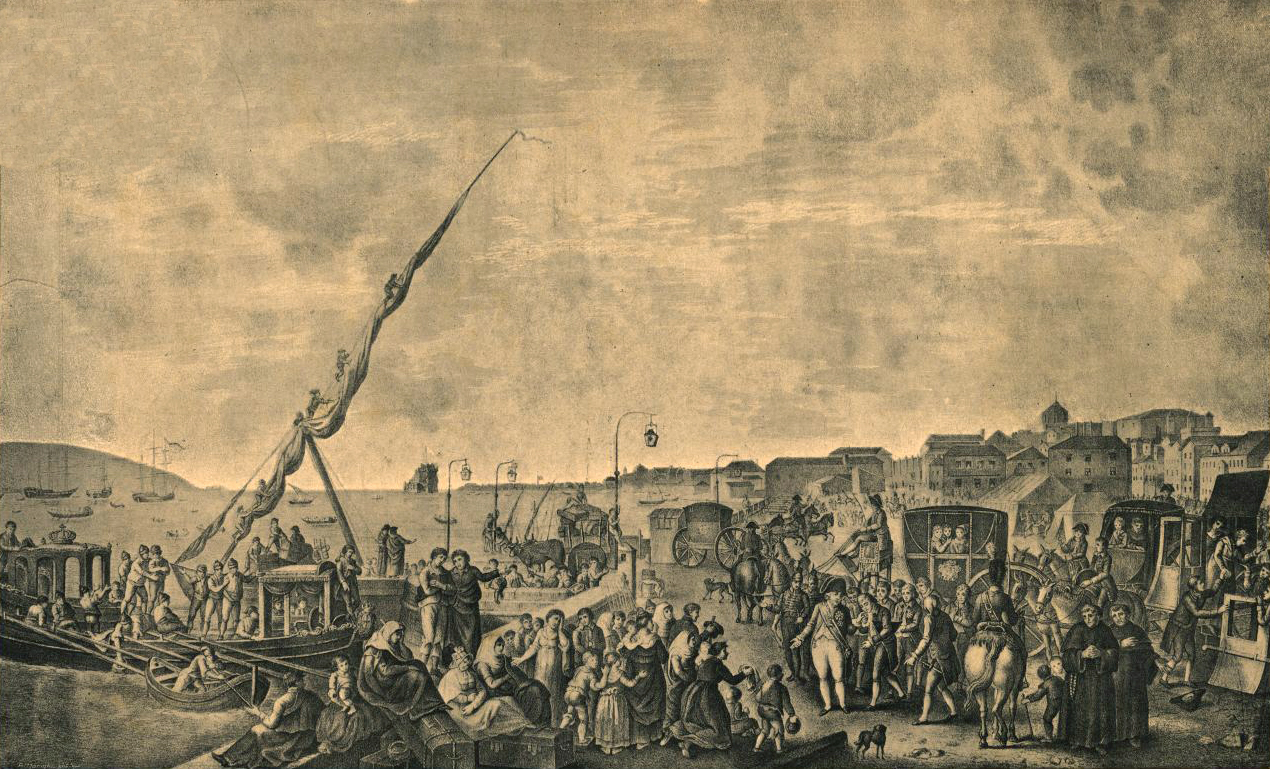
Embarque da Família Real portuguesa no cais de Belém em Lisboa, no dia 29 de Novembro de 1807.

Em 27 de novembro de 1807, a família real portuguesa, escoltada pela esquadra britânica, escapou da invasão napoleônica ao seu país e rumaram ao Brasil. A colônia, então, transformou-se na sede temporária do governo português. Acompanhando a família real, vieram 15 000 nobres e criados da corte e a maior parte da pequena marinha portuguesa (8 navios de linha, 4 fragatas, 5 corvetas e 3 escunas).
O Brasil imediatamente experimentou uma significante mudança social, econômica e política. O país, quase que da noite para o dia, passou de uma colônia ultramar para a sede do império português. Os portos brasileiros foram imediatamente abertos para o comércio com as nações aliadas a Portugal; o Reino Unido foi a primeira nação beneficiada.
O Brasil logo se viu envolvido em campanhas militares. A Colônia de Caiena e Guiana, pertencente à França, foi brevemente ocupada (1809-1817), e a Banda Oriental (Uruguai) foi anexada aos domínios portugueses como Província da Cisplatina em 1821.

### Revolução Pernambucana

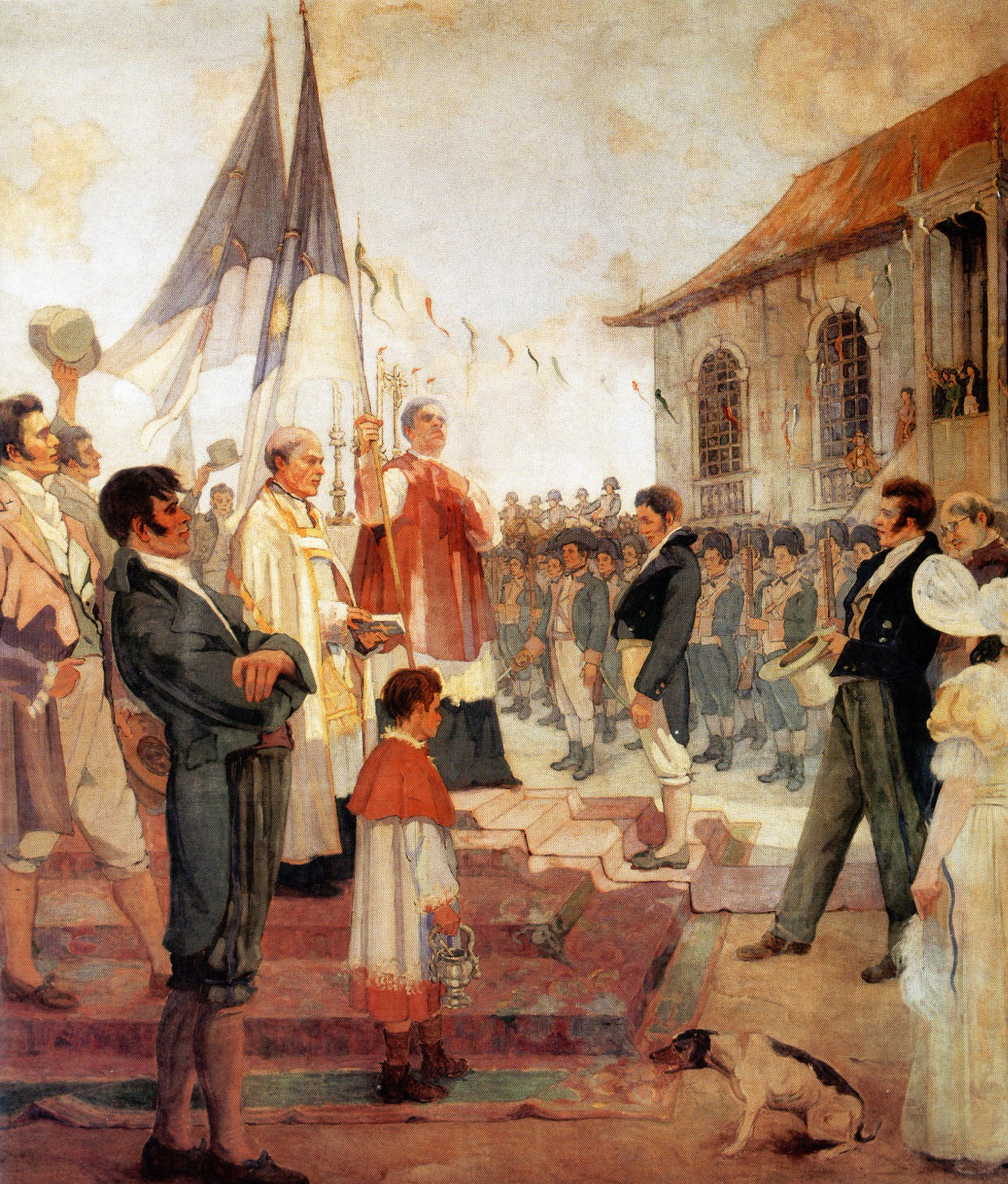
Revolução Pernambucana de 1817: movimento é considerado o precursor da Independência do Brasil.

A Revolução Pernambucana, também conhecida como "Revolução dos Padres", foi um movimento emancipacionista que eclodiu no dia 6 de março de 1817 em Pernambuco, no Brasil. Dentre as suas causas, destacam-se a influência das ideias iluministas propagadas pelas sociedades maçônicas, o absolutismo monárquico português e os enormes gastos da Família Real e seu séquito recém-chegados ao Brasil — a capitania de Pernambuco, então a mais lucrativa da colônia, era obrigada a enviar para o Rio de Janeiro grandes somas de dinheiro para custear salários, comidas, roupas e festas da Corte, o que dificultava o enfrentamento de problemas locais (como a seca ocorrida em 1816) e ocasionava o atraso no pagamento dos soldados, gerando grande descontentamento no povo pernambucano.
Único movimento separatista do período de dominação portuguesa que ultrapassou a fase conspiratória e atingiu o processo de tomada do poder, a Revolução Pernambucana provocou o adiamento da aclamação de João VI como rei e o atraso da viagem de Maria Leopoldina de Áustria para o Rio de Janeiro, mobilizando forças políticas e suscitando posicionamentos e repressões em todo o Reino do Brasil. O príncipe regente impôs uma repressão violenta, e desmembrou a então comarca das Alagoas do território pernambucano. Apenas na data de sua coroação, em 6 de fevereiro de 1818, João VI ordenou o encerramento da devassa.
A Revolução Pernambucana contou com relativo apoio internacional: os Estados Unidos, que dois anos antes tinham instalado no Recife o seu primeiro Consulado no Brasil e no Hemisfério Sul devido às relações comerciais com Pernambuco, se mostraram favoráveis ao movimento, bem como os ex-oficiais de Napoleão Bonaparte que pretendiam resgatar o seu líder do cativeiro em Santa Helena, levá-lo a Pernambuco e depois a Nova Orleans.
Os revolucionários, oriundos de várias partes da colônia, tinham como objetivo principal a conquista da independência da América portuguesa (Brasil) em relação a Portugal, com a implantação de uma república liberal. O movimento abalou a confiança na construção do império americano sonhado por João VI, e por este motivo é considerado o precursor da independência conquistada em 1822.

### Revolução do Porto

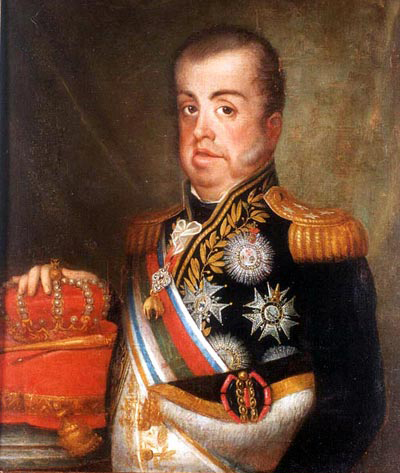
João VI de Portugal.

Por pressão das cortes portuguesas e após tempos de adiamento, João VI, relutantemente voltou à Europa em 26 de abril de 1821, junto com uma comitiva de 3 000 pessoas, deixando seu filho Pedro, o príncipe regente, no comando. Especula-se que a última advertência de João VI ao filho foi:
| “ | Pedro, se o Brasil se separar, antes seja para ti, que me hás de respeitar, do que para algum desses aventureiros. | ” |

O rei obviamente estava se referindo a líderes revolucionários como George Washington, Simón Bolívar, José de San Martín, entre outros, que em breve poderiam surgir no Brasil e causar uma guerra de independência. A partida de João VI acabou com grande parte da ligação entre o Brasil e o império português. Muitos brasileiros tinham animosidades com os portugueses. O mercantilismo criou um abismo entre as duas sociedades. Os que retornaram a Portugal com João VI carregaram tudo que puderam, inclusive dinheiro do Banco do Brasil.
Com o retorno do rei à Europa, as Cortes (legislatura) estavam determinadas a reduzir o Brasil à condição de colônia novamente e voltar a subjugar o país com numerosas restrições. A presença de Pedro no Brasil era um obstáculo aos planos das Cortes. Em setembro de 1821, não obteve sucesso a tentativa de chamar de volta o príncipe regente, o qual, a princípio, não conseguiu se decidir entre ficar no Brasil ou partir para a Europa. Pedro mandou voltar para Lisboa a esquadra portuguesa enviada para buscá-lo, o que enfureceu as Cortes.
Ainda em setembro de 1821, as Cortes tentaram reimplantar o antigo sistema administrativo que dividia o Brasil em capitanias, respondendo diretamente a Portugal, tornando a posição do príncipe-regente Pedro no Brasil irrelevante. Tal mudança burocrática era lenta e inadequada para resolver os problemas do país.

## Convenção de Beberibe

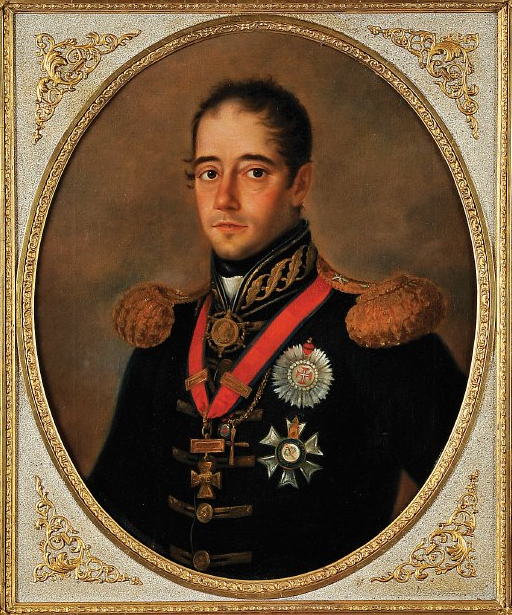
Em 5 de outubro de 1821, os exércitos portugueses renderam-se em Pernambuco, e o governador Luís do Rego Barreto, deposto e ferido, retornou à Europa.

Pernambuco foi a primeira província brasileira a se separar do Reino de Portugal. No dia 29 de agosto de 1821, teve início um movimento armado contra o governo do capitão general Luís do Rego Barreto — o algoz da Revolução Pernambucana —, culminando com a formação da Junta de Goiana, tornando-se vitorioso com a rendição das tropas portuguesas em capitulação assinada a 5 de outubro do mesmo ano, quando da Convenção de Beberibe, responsável pela expulsão dos exércitos portugueses do território pernambucano.
O Movimento Constitucionalista de 1821 é considerado o primeiro episódio da Independência do Brasil.

## Dia do Fico

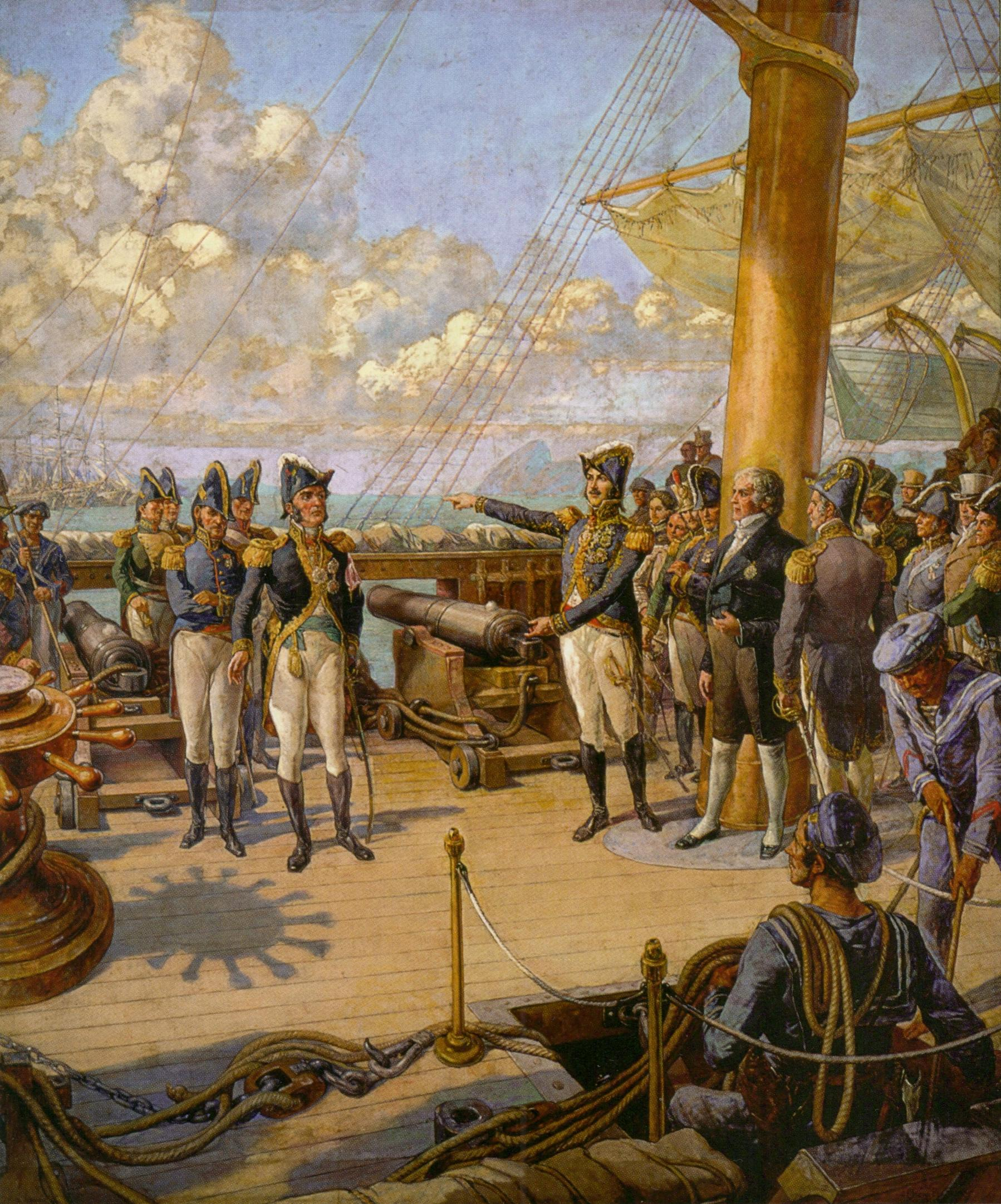
Fevereiro de 1822: Pedro (à direita) ordena ao oficial português Jorge de Avilez de Souza Tavares (à esquerda) que retorne a Portugal após sua rebelião fracassada.

Em 9 de janeiro de 1822 foi levado ao príncipe regente um abaixo-assinado com 8 000 assinaturas de aristocratas e representantes do comércio. O documento pedia sua permanência no Brasil e lhe oferecia a possibilidade de reinar sobre um império na América. Assim, Pedro proclamou o Fico ("Como é para o bem de todos e felicidade geral da nação, estou pronto, diga ao povo que eu fico"). Como consequência, em 11 de janeiro, 2 mil homens da principal guarnição militar portuguesa na cidade do Rio de Janeiro, conhecida como "Divisão Auxiliadora", ocuparam o Morro do Castelo, elevação que antigamente dominava o Centro e a zona portuária da cidade. A divisão havia acabado de voltar da luta na Cisplatina. O comandante, tenente-general Jorge de Avilez de Souza Tavares, queria forçar o insolente e desobediente (em seu ponto de vista) príncipe Pedro a retornar para Portugal. Na mobilização do povo contra as tropas de Avilez, destacou-se o Clube de Resistência, recém-criado no Rio de Janeiro. Jorge de Avilez logo percebeu que suas ações eram desaprovadas pela maioria dos residentes da cidade, e finalmente zarpou para Portugal em 15 de fevereiro. Logo após a partida de Avilez, reforços sob o comando do general Francisco Maximiliano de Souza também foram pressionados a retornar para a Europa, deixando uma importante contribuição para a nascente Marinha do Brasil: a fragata Real Carolina, com 44 canhões.
Como reação ao "Fico", os ministros portugueses no Brasil pediram demissão. Pedro formou então um novo ministério, no qual se destacou o estudioso brasileiro José Bonifácio de Andrada e Silva pela sua ação em prol da independência.
Compreende-se que no dia 9 de janeiro de 1822 foi um marco para o início do Império do Brasil, possibilitando novas percepções acerca do termo “brasileiros”, que anteriormente era usado como referência para portugueses que viviam no território do império vigente ou grupos de camadas elitizadas do Rio de Janeiro. Ademais, a expressão para José Bonifácio era referente a qualquer indivíduo que apoiasse a causa da Independência do Brasil. Portanto, percebe-se que o “Dia do Fico” é um momento decisivo para o longo processo de emancipação do Brasil
Enquanto esses eventos se desenrolavam, o jovem príncipe era aconselhado por sua esposa, Leopoldina, uma arquiduquesa austríaca, e por José Bonifácio, a como conseguir a independência. Muitos brasileiros, principalmente os mais abastados, testemunhavam as longas guerras pela independência na América espanhola, e queriam evitar destino semelhante. Após uma declaração formal de independência em 7 de setembro de 1822, o príncipe se tornou Pedro I, Imperador Constitucional e Perpétuo Defensor do Brasil.

## Forças oponentes

Representação artística de Pedro proclamando a independência do Brasil às margens do riacho Ipiranga, por Pedro Américo.

A população do Brasil na virada do século era de 3,4 milhões. 3/5 dela eram homens livres, a maior parte proveniente da mistura entre sangue africano, indígena e português. Os brancos nascidos em Portugal eram chamados de reinóis, enquanto os brancos nascidos no Brasil eram conhecidos por mazombos. A minoria branca, principalmente os nascidos em Portugal, detinham o poder político, assim como grande parte do poder econômico. Os 2/5 restantes da população eram compostos por escravos negros.
É difícil precisar quantos Reinóis viviam no Brasil em 1822, já que todos os caucasianos eram súditos de Portugal. A maioria da população vivia próximo ao mar, concentrando-se nas províncias de Pernambuco, Bahia e Minas Gerais. Essas três regiões dominavam a vida econômica e política da colônia, sendo o seu controle estratégico. Pernambuco era uma próspera região produtora de açúcar, lavoura de grande valor à época. Ao sul, a Bahia produzia açúcar, algodão, melaço e tabaco. O nordeste brasileiro era a região mais densamente povoada e rica da colônia. Mais ao sul ainda, localizava-se o Rio de Janeiro, que controlava o ouro e os diamantes das Minas Gerais.
Os partidos (Liberal-Radical, Português e Brasileiro) viam os navios de guerra portugueses espalhados pelo país (a maioria em mau estado de conservação) como o instrumento militar através do qual a vitória poderia ser atingida. No começo de 1822, a Marinha Portuguesa contava com um navio de linha, duas fragatas, quatro corvetas, dois brigues, e quatro belonaves de outras categorias em águas brasileiras. Além disso, os portugueses controlavam Salvador, principal polo da indústria naval lusa até então. Havia cerca de 10 000 soldados portugueses e unidades da cavalaria real confiáveis ao longo da costa do Atlântico. Cerca de 3 000 soldados estavam envolvidos no cerco a Montevidéu, um número similar de soldados ocupavam a capital baiana, e o resto das tropas estava espalhada pela região.
Os navios de guerra disponíveis de imediato para a nova marinha brasileira eram mais numerosos, mas em péssimo estado de conservação. Várias embarcações de desenho ultrapassado, que trouxeram a Família Real e a Corte portuguesa ao Brasil em 1808, estavam abandonados no cais do Rio de Janeiro, mas os seus cascos estavam carcomidos pela craca e outros animais marinhos, sendo de pouco valor. Conforme cálculos do historiador naval britânico Brian Vale, o Brasil podia contar com, no máximo, oito navios de guerra confiáveis, com um total de duzentos canhões, enquanto as embarcações portuguesas contavam com pelo menos o dobro do armamento.
O agente brasileiro em Londres, Marquês de Barbacena (Marechal Felisberto Caldeira Brant) recebeu ordens para adquirir navios de guerra totalmente equipados e tripulados a crédito. Nenhum fornecedor, entretanto, estava disposto a assumir os riscos. Finalmente, foi realizada oferta pública de ações, tendo o novo Imperador subscrito pessoalmente 350 delas, inspirando outros a fazerem o mesmo. Assim, o novo governo logrou êxito em arrecadar recursos para adquirir navios e armas para uma frota e um exército. Ao mesmo tempo o imperador ordenou a criação e a melhoria de fabricas de armas e munições.

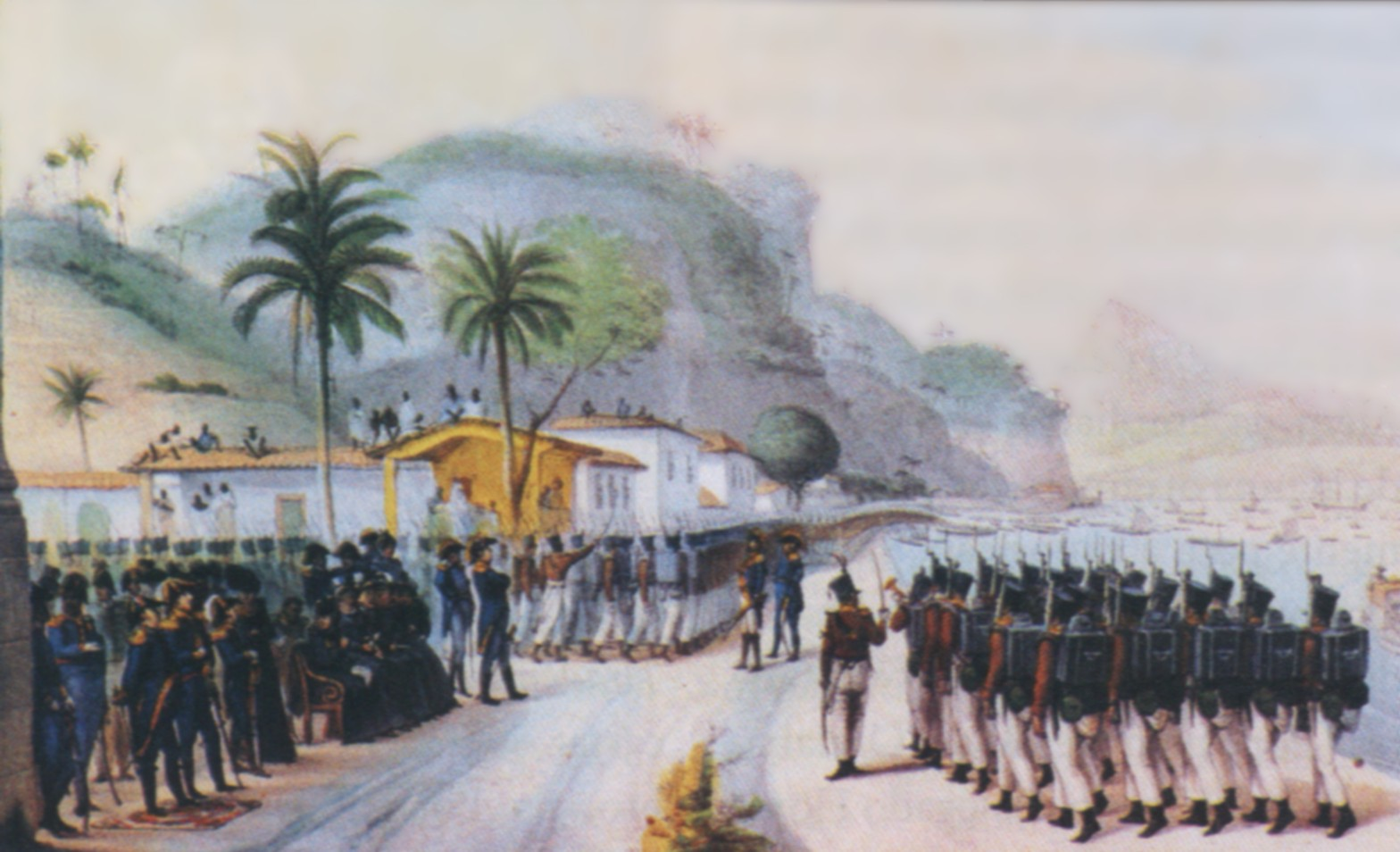
Revista das Tropas Destinadas a Montevidéu na Praia Grande, em 7 de junho de 1816 (aquarela de Jean-Baptiste Debret).

Arranjar tripulações foi outro difícil problema. Um número significante de antigos oficiais e marinheiros portugueses vindos juntos com a Corte de João VI em 1808 voluntariaram-se para servir à nova nação e juraram-lhe fidelidade. A sua lealdade, entretanto, estava sob suspeitas. Por este motivo, oficiais e marujos britânicos foram recrutados para suprir a deficiência e acabar com a dependência em relação aos portugueses. Havia tão pouca oferta de marinheiros que prisioneiros chegaram a receber indulto para servir a frota.
O Exército Português no Brasil era composto por tropas de linha e milicianos. Todos os soldados eram nomeados pela Corte de Lisboa. Em 1817, uma revolta republicana eclodiu em Pernambuco. Como consequência, 2 mil soldados da "Divisão Auxiliar" foram enviados ao Brasil. Com a chegada das tropas lusas, oficiais nativos do Brasil passaram a não ser mais investidos de grandes responsabilidades.

## Campanhas pela Independência

### Estratégias iniciais
A influência de Portugal sobre o Brasil era mantida pelas guarnições em portos estratégicos. Parte da estratégia portuguesa para retomar o controle do Brasil e impedir a independência de sua colônia mais importante era recuar as tropas em Montevidéu e usá-las para reforçar as guarnições na Bahia. Esperava-se que essas tropas reconquistariam a Bahia, enquanto a marinha portuguesa bloquearia o Rio de Janeiro e por consequência o reconquistariam. A estratégia de Pedro era isolar as guarnições portuguesas e forçá-las, uma por uma, a se render.

### Separação
Durante 1822, os habitantes do Brasil tomaram partido nos eventos políticos que se desenrolaram no Rio de Janeiro e em Lisboa. Houve cisão no exército luso-brasileiro que ocupava a Cisplatina. Regimentos portugueses recuaram para Montevidéu e foram cercados pelos ex-companheiros, os brasileiros, liderados pelo Barão de Laguna. No remoto e pouco populado norte do Pará e Maranhão, juntas pró-portuguesas declararam lealdade a Portugal. Pernambuco era favorável à independência, mas, na Bahia, não havia consenso entre a população.

### A campanha da Cisplatina
Nessa província, que hoje é o Uruguai, o Comandante de Armas, Álvaro da Costa não aderiu ao recém-criado Império do Brasil, entrando em conflito com o general Frederico Lecor, responsável pela ocupação da área que foi anexada ao Brasil durante o governo de João VI, sendo que Álvaro da Costa conseguiu o controle sobre Montevidéu, a capital da província, o que forçou Lecor a recuar suas tropas para o interior da Cisplatina. A região encontrava-se dividida entre imperiais e lusitanos. Após armistício com as tropas fiéis às cortes de Lisboa, no episódio conhecido como o Cerco de Montevidéu (1823–1824). A partida das forças portuguesas foi lenta, concretizando‐se apenas em fevereiro de 1824. Lecor adentrou Montevidéu, findando assim nesta cidade platina o último reduto da resistência lusa na América. Ao final, os combates não haviam sido tão mortíferos, envolvendo algo como 100‐150 baixas, dos dois lados.
Assim como nos casos da Bahia e do Norte, a ruptura do impasse veio pelo mar. Em agosto de 1823, finalmente se completara esquadra comandada por Pedro Antonio Nunes, com seis navios, que a partir de outubro impôs cerco ao porto de Montevidéu. Em 21 de outubro de 1823, deu‐se o breve, mas decisivo, combate. Álvaro da Costa buscou romper o cerco naval, iniciando combate que durou todo o dia, com derrota das forças pró‐Lisboa. A pequena esquadra portuguesa ainda tentou, no dia seguinte, sair do porto, sem sucesso.
Dentro do processo da Independência do Brasil, a Cisplatina foi a última província a expulsar as tropas portuguesas. O General Lecor entra à frente das tropas em Montevidéu, em 1824. Desta forma, “os uruguaios haviam sido espanhóis, depois portugueses e, enfim, estavam subordinados ao Brasil”.

### A campanha da Bahia

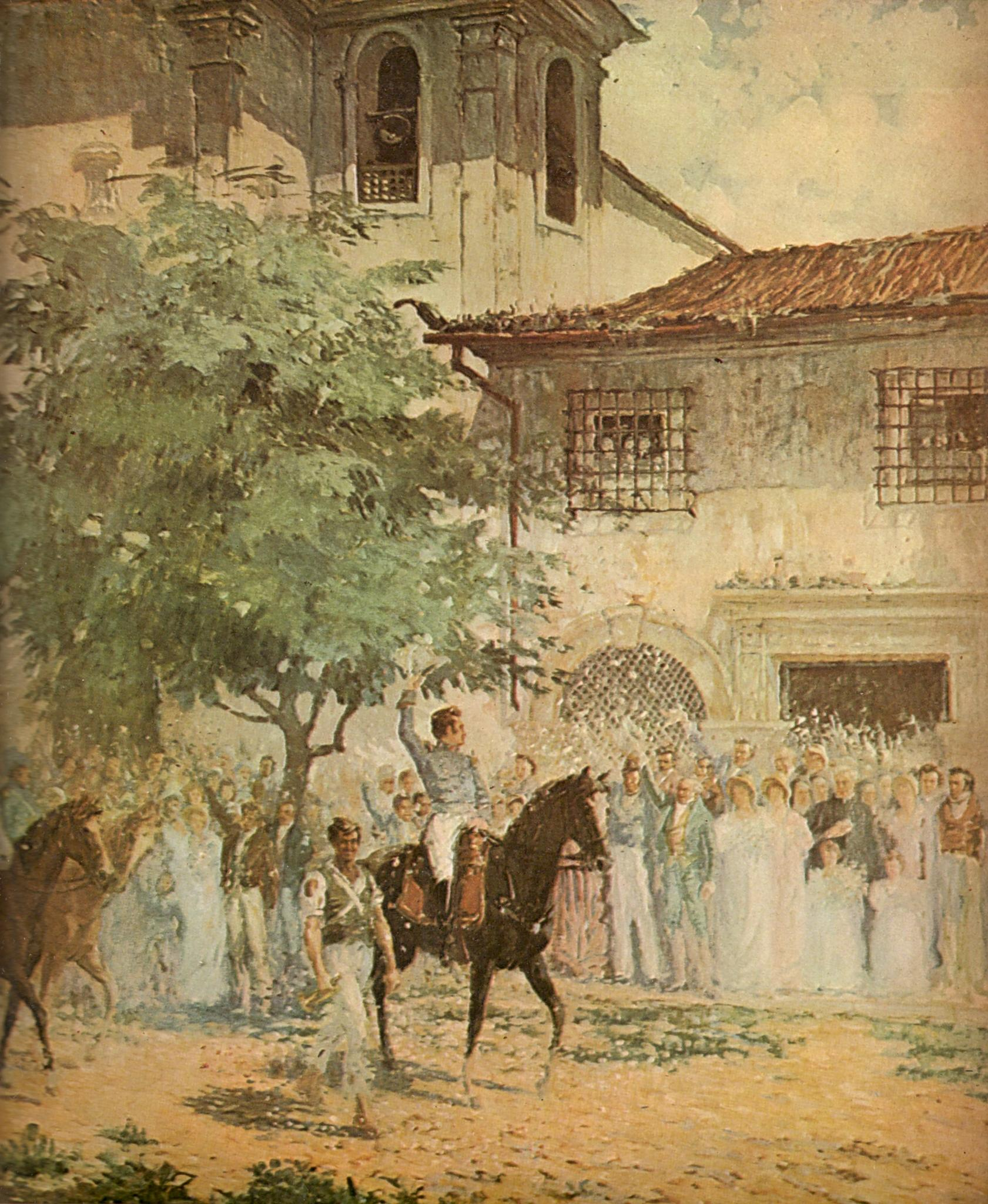
Entrada do Exército Libertador, pintura de 1930, Lima e Silva adentrando Salvador após a Batalha de Pirajá, em 2 de Julho de 1823.

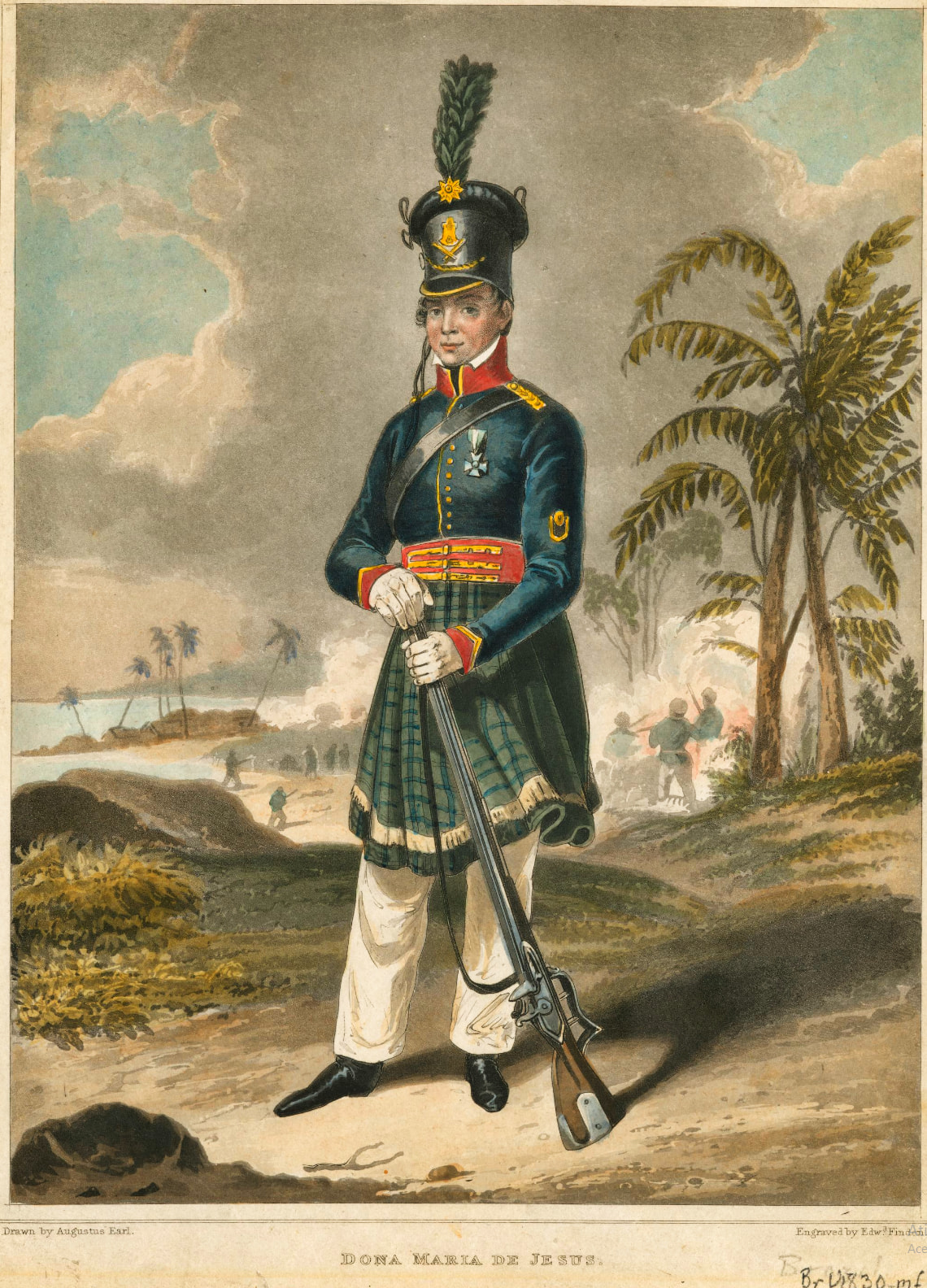
Maria Quitéria, heroína do Batalhão dos Periquitos, gravura do livro Diário de uma viagem ao Brasil, de Maria Graham.

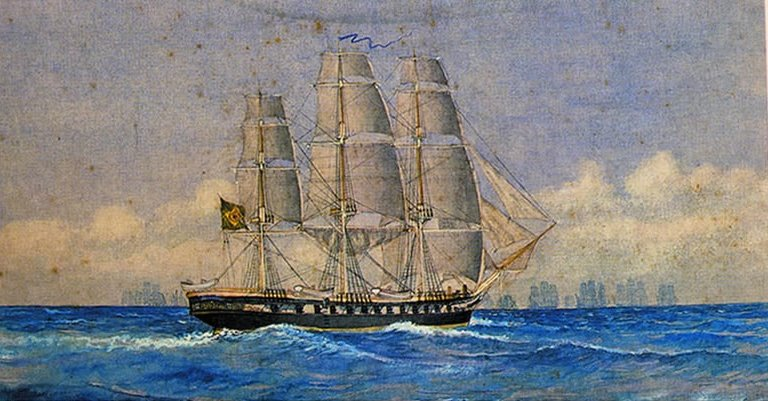
Fragata Niterói, liderada por Cochrane, da Armada Imperial Brasileira, perseguindo os navios portugueses que se retiram da Bahia em 3 de Julho de 1823 (aquarela do vice-almirante Trajano Augusto de Carvalho).

Com a Revolução do Porto, a população da Bahia dividiu-se, e os conflitos entre brasileiros (contra a recolonização) e portugueses (a favor da recolonização) aumentaram. A área tradicionalmente produtora de açúcar e de tabaco do Recôncavo, dominada pelos grandes latifundiários escravistas, desde cedo se manifestara pela causa brasileira, sob a liderança da vila de Cachoeira. A capital da Província, Salvador, então ocupada pelas tropas do exército português sob o comando do Governador das Armas, Inácio Luís Madeira de Melo, mantinham os laços com a Metrópole.
Com a divulgação da notícia da proclamação da Independência, as vilas do Recôncavo baiano, sob a liderança da vila de Cachoeira, em cuja Câmara Municipal se instalou um governo interino, mobilizaram-se para expulsar as tropas portuguesas entrincheiradas em Salvador, reforçadas desde os acontecimentos que haviam culminado no Dia do Fico (9 de janeiro de 1822). Esse processo de reforço de tropas foi marcado por diversos incidentes em Salvador, entre os quais o assassinato, por soldados portugueses, a abadessa do Convento da Lapa, Sóror Joana Angélica de Jesus (19 de fevereiro).
Para apoiar e reforçar os rebeldes brasileiros na região, que haviam criado batalhões patrióticos formados por voluntários da capital e do interior da província, o governo brasileiro despachou, da Corte, alguns navios sob o comando de Rodrigo de Lamare, conduzindo tropas e suprimentos, inclusive um oficial experimentado nas campanhas napoleônicas, Pierre Labatut. Este efetivo desembarcou em Maceió, em Alagoas, de onde seguiu, por terra, para a Bahia. Durante a marcha, o contingente foi reforçado por efetivos vindos de Pernambuco, do Rio de Janeiro e do amplo voluntariado que se abrira no Recôncavo.
Entre esses voluntários destacaram-se nomes como os de Maria Quitéria, no Batalhão dos Periquitos, criado pelo avô do poeta Castro Alves - José Antônio da Silva Castro -, assim denominado pelo predomínio da cor verde em sua farda. Outros que também se voluntariaram foram os irmãos Antônio Pereira Rebouças e Manuel Maurício Rebouças, homens negros, filhos de uma escrava liberta (eles foram respectivamente, o pai e o tio do abolicionista André Rebouças). Longe do Recôncavo Baiano, vaqueiros voluntários formaram em Pedrão a Companhia de Cavalaria de Couraças (mais conhecidos como Encourados de Pedrão) sob comando de Frei Brayner e, sob ordens do Conselho Interino de Cachoeira, avançaram rumo a Salvador.
De Portugal, foram enviados 2 500 homens para reforçar as tropas de Madeira de Melo. A este efetivo juntaram-se elementos da Divisão Auxiliadora, que se retirava do Rio de Janeiro.
As vitórias brasileiras nas batalhas de Cabrito e de Pirajá (8 de novembro de 1822), bem como o fracasso na tentativa portuguesa de ocupação da ilha de Itaparica (7 de janeiro de 1823), tornaram cada vez mais difícil o sustento da posição por parte do Exército Português. Diante do bloqueio naval de Salvador, imposto pela esquadra imperial sob o comando de Lord Thomas Cochrane, complementado pelo bloqueio terrestre, que conjugados, impediam o suprimento do efetivo lusitano, Madeira de Melo foi forçado a capitular, abandonando Salvador (2 de julho), que estava sob uma situação dramática: devido ao cerco faltavam alimentos e doenças matavam os mais fracos. Então com a vitória a cidade foi tomada pelas tropas brasileiras. Na ocasião Cochrane aprisionou várias embarcações de bandeira portuguesa ("Prontidão", "Leal Portuguesa", "Pizarro", "Carolina" e "Conde de Peniche"), perseguindo as demais até às proximidades de Lisboa. O capitão João Taylor, no comando da fragata Niterói, numa ação solitária, perseguiu a Armada Portuguesa em retirada da Bahia, através do Atlântico até o estuário do Tejo junto a Lisboa. Nesta ação, que durou quase um ano, o capitão Taylor capturou 19 navios portugueses.
“Foi uma guerra, quer pela mobilização de forças no Rio de Janeiro, Pernambuco, Rio Grande do Sul e Cisplatina, quer pelos combates na Bahia, no Piauí, no Maranhão e no Pará. Nem a guerra foi somente na Bahia, nem a guerra na Bahia foi baiana, porque nela combateram oficiais e soldados fluminenses, pernambucanos, paraibanos, sergipanos, alagoanos e mineiros. É simples, assim, reafirmar que sem as forças armadas não seria possível conseguir a independência” (RODRIGUES, 2002).

### A campanha do Piauí

Batalha do Jenipapo, no Piauí, ocorrida no dia 13 de março de 1823. Foi o confronto mais sangrento da Guerra de Independência.

No Piauí, tradicional produtora de gado, a burguesia comercial e mesmo os proprietários de terras, estavam ligados à Metrópole, inclusive por laços de sangue. Aqui, a adesão à Independência do Brasil foi proclamada na vila de Parnaíba. O interior e a capital, Oeiras, permaneceram sob o controle de tropas do exército português sob o comando do Governador das Armas do Piauí, major João José da Cunha Fidié. Mesmo diante do recebimento de reforços vindos do Ceará comandadas pelo capitão-mor do Crato, José Pereira Filgueiras, as tropas brasileiras foram inicialmente derrotadas na batalha do Jenipapo (13 de março de 1823), ocorrida no atual município de Campo Maior, às margens do rio Jenipapo. Outras localidades, entretanto, manifestaram a sua adesão à Independência, alcançando a vitória quando Fidié se deslocou para apoiar a resistência portuguesa na vila de Caxias, no Maranhão, onde capitulou.

### A campanha do Maranhão
Também no Maranhão, as elites agrícolas e pecuaristas eram muito ligadas à Metrópole. À época, o Maranhão era uma das mais ricas províncias da América Portuguesa. O intenso tráfego marítimo com a Metrópole, justificado pela maior proximidade com a Europa, tornava mais fácil o acesso e as trocas comerciais com Lisboa do que com o restante da colônia. Os filhos dos comerciantes ricos estudavam em Portugal. A região era conservadora e avessa aos comandos vindos do Rio de Janeiro. Foi da Junta Governativa da Capital, São Luís, que partiu a iniciativa da repressão ao movimento da Independência no Piauí. A Junta controlava ainda a região produtora do vale do rio Itapecuru, onde o principal centro era a vila de Caxias. Esta foi a localidade escolhida pelo major Fidié para se fortificar após a derrota definitiva na Batalha do Jenipapo, no Piauí, imposta pelas tropas brasileiras, compostas por contingentes oriundos do Piauí e do Ceará. Fidié teve que capitular, sendo preso em Caxias e depois mandado para Portugal, onde foi recebido como herói. Tais combates da Guerra da Independência também serviram como batismo de fogo para o jovem Luís Alves de Lima e Silva, futuro duque de Caxias.
Lentamente os brasileiros foram conquistando o apoio de várias cidades e povoados maranhenses, e aos poucos, os portugueses foram sendo derrotados. Contudo, a capital, São Luís, permanecia controlada pelos portugueses. Enviada do Rio de Janeiro, uma frota comandada por Lord Cochrane aproximou-se de São Luís fingindo ser reforços portugueses. Cochrane conseguiu desembarcar seus homens e aprisionou alguns chefes militares portugueses. Usando-os como reféns, conseguiu conquistar o controle da cidade.
São Luís, a capital provincial e tradicional reduto português, finalmente bloqueada pelo mar e ameaçada de bombardeio pela esquadra de Thomas Cochrane, foi obrigada a se render, aderindo à Independência em 28 de julho de 1823.

### A campanha no Pará
O Grão-Pará (1821–1889), localizado na parte oriental da região amazônica, foi a última província a aderir à Independência do Brasil, que ocorreu de forma forçada (anexação), após a região ser coagida a aderir ao Brasil através da ameaça de bombardeio, assim a "adesão" aconteceu à revelia da vontade dos habitantes da região.
A burguesia comercial e os proprietários de terra do Grão-Pará junto a classe política formado por muito portugueses se encontravam profundamente ligados à metrópole, e a Revolução do Porto também havia provocado reações contraditórias nesta província. Inicialmente, portugueses e brasileiros se uniram com a decisão das Cortes de criar uma monarquia constitucional, porém, quando as Cortes decidiram recolonizar o Brasil, o padrão de reação que havia ocorrido na Bahia se repetiu: brasileiros contra a recolonização de um lado, e portugueses a favor da decisão das Cortes de outro. Em abril de 1823 chegou de Portugal o brigadeiro José Maria de Moura, para governar a província. Em 1º de março, os primeiros combates tiveram início, porém as tropas portuguesas reagiram com violência. Várias pessoas morreram e foram feridas e 267 foram presas.
Em agosto de 1823, um ano depois, Pedro I pressionou a província a juntar-se ao Brasil, enviando à Belém um navio comandado por John Pascoe Grenfell, com a missão de incorporar o Pará ao Brasil, custe o que custar. Usando de astúcia anunciou que uma grande esquadra estaria chegando a Belém e que qualquer resistência por parte dos lusitanos seria inútil. Com medo da ameaça, os portugueses não reagiram, e a província de Grão-Pará se incorporou ao Império do Brasil no dia 15 daquele mês, tendo o acordo de adesão ao Brasil assinado no Palácio Lauro Sodré.
Porém a mentira não durou muito. Como a "esquadra" nunca chegava, os portugueses reiniciaram as perseguições aos rebeldes simpatizantes da independência. A violência iniciada pelos portugueses foi revidada com mais violência pelos brasileiros. Aqui, Grenfell, subordinado a Cochrane, pretendendo acabar com os conflitos, impôs a aceitação da Independência também recorrendo ao bloqueio naval, sob ameaça de bombardear a capital, Belém (15 de agosto). Tendo sido eleita uma Junta Governativa (17 de Agosto), explodiu uma violenta reação popular, que obrigou Grenfell a desembarcar tropas e efetuar prisões em massa, visando a restabelecer a ordem pública. Grenfell chegou a convocar a população para uma reunião, em frente ao palácio do governo. Com a população reunida, escolheu cinco soldados ao acaso, e mandou executá-los. A 19 de Agosto, sem que houvesse cárceres suficientes em terra, a pedido da Junta, Grenfell autorizou prender nos porões do brigue "São José Diligente" (posteriormente apelidado de "Palhaço"), duzentos e cinquenta e sete detidos, onde todos, menos um (duzentos e cinquenta e seis, menos quatro, em outras fontes) morreram asfixiados. Dessa maneira, Grenfell apaziguou os conflitos na província. Embora posteriormente este tenha se defendido argumentando não ter ordenado o massacre no Brigue Palhaço, também nada fez para responsabilizar ou punir os responsáveis.

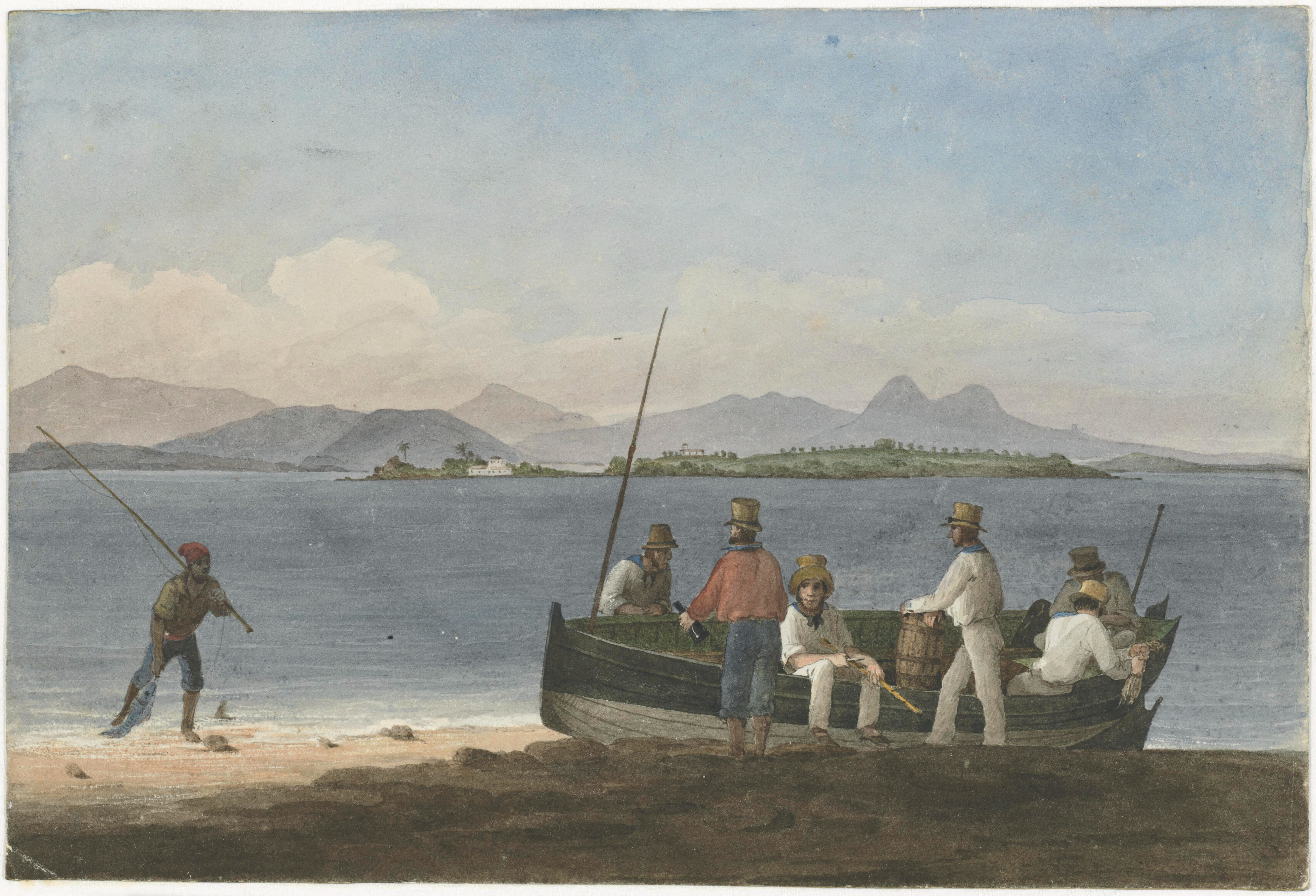
"Vista da Baía do Rio de Janeiro, barco e tripulação de Lord Cochrane". Aquarela por Augustus Earle, cerca de 1822.

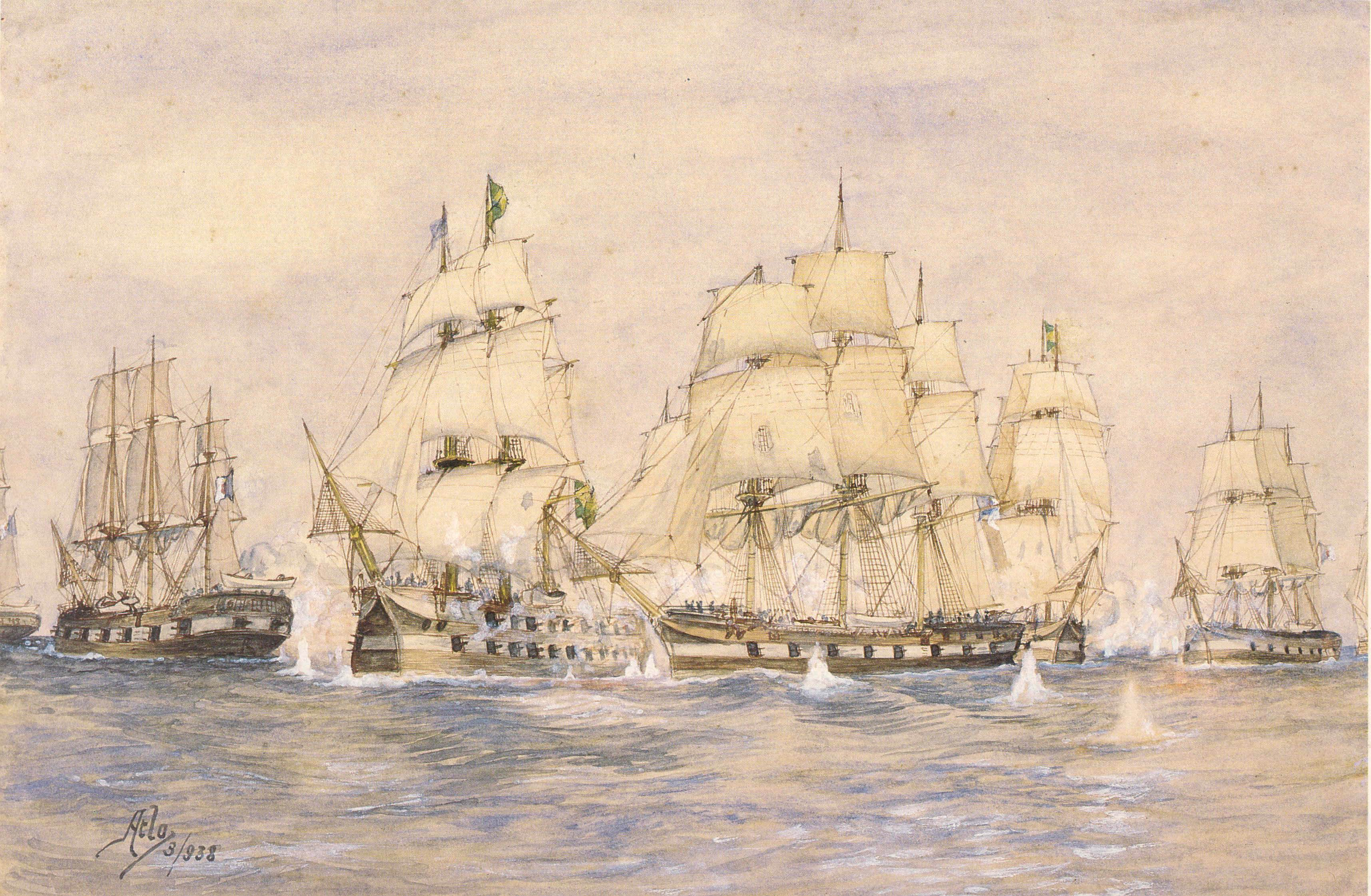
Batalha de 4 de maio de 1823, com a Marinha Imperial liderada por Thomas Cochrane, em mar aberto perto de Salvador, Bahia.

### Guerra no Mar
A campanha naval pelo lado brasileiro foi liderada por Thomas Cochrane. A então nascente marinha brasileira experimentou de início uma série de contratempos, devido à sabotagem exercida pelo alto número de portugueses que faziam parte de suas tripulações quando se iniciou as conflagrações em terra. Porém, já em 1823, a Marinha havia sido reformada e os membros portugueses substituídos por brasileiros natos, que incluía recrutamento à força tanto de escravos libertos, quanto de brancos livres, sob o comando de mercenários britânicos e americanos. Tal reformulação foi fundamental para que a marinha brasileira conseguisse não só limpar a costa da presença inimiga e isolar as restantes tropas terrestres portuguesas, mas também para que no final de 1823 se perseguissem os restantes navios de guerra lusitanos através do oceano Atlântico até a foz do Rio Tejo. Porém, apesar da derrota militar e da pressão diplomática exercida pelo Reino Unido, somente em 29 de agosto de 1825, Portugal reconheceu a independência do Brasil com a assinatura do Tratado de Amizade e Aliança entre Brasil e Portugal, encerrando definitivamente a Guerra da Independência do Brasil.